# Wolfgang Frankenstein

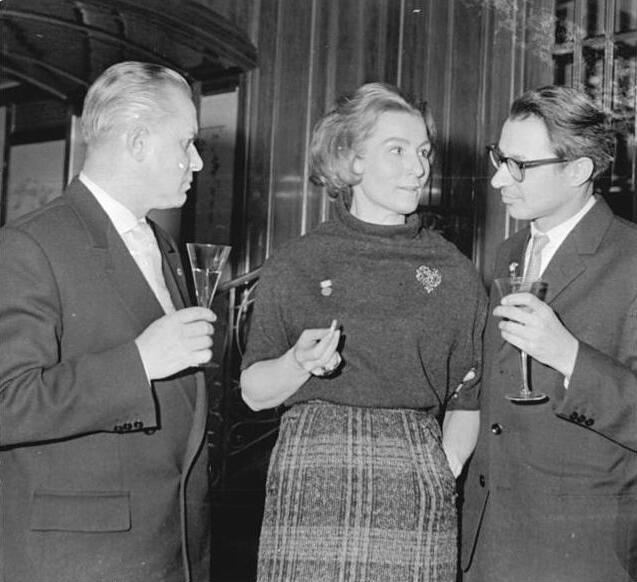
Wolfgang Frankenstein (rechts), neben Inge Keller, 1960

Wolfgang Frankenstein (* 5. Mai 1918 in Berlin; † 6. März 2010 ebenda) war ein deutscher Maler, Grafiker und Hochschulprofessor.

## Leben
Bereits in der Zeit von 1926 bis 1929 erhielt Wolfgang Frankenstein Zeichenunterricht bei Paul Kuhfuss. Nach einem Abendstudium im Zeichnen an der Kunstgewerbeschule Berlin-Charlottenburg von 1933 bis 1937 bei Max Kaus war er bis 1939 Volontär für Gebrauchsgrafik. Da Wolfgang Frankenstein „Halbjude“ war, erhielt er 1939 ein Studienverbot und wurde zum Kriegsdienst einberufen. 1941 konnte er sein Studium an der Kunsthochschule Charlottenburg fortsetzen, erhielt jedoch 1943 ein endgültiges Studienverbot, verbunden mit dem Verbot jeglicher künstlerischer Arbeit. 1943 erhielt er eine Dienstverpflichtung. Im selben Jahr wurde sein Vater in das KZ Sachsenhausen verschleppt. 1944 erhielt Wolfgang Frankenstein einen Gestellungsbefehl zum Arbeitslager der Organisation Todt. Nach einem Selbstmordversuch wurde er bis Kriegsende in die Nervenheilanstalt Berlin-Nikolassee eingeliefert.
Nach Kriegsende arbeitete Wolfgang Frankenstein freischaffend als Maler und wirkte unter anderem bei den Kulturzeitschriften Der Ruf, Die Quelle und Athena mit. Zudem war er Mitbegründer und Akteur des Künstlerkabaretts Die Badewanne. 1947 hatte er eine Ausstellung in der Berliner Galerie Gerd Rosen. 1948 nahm er in Dresden an der Ausstellung Der Ruf! Dresdner Maler, auswärtige Gäste! teil. Von 1948 bis 1951 übernahm er die künstlerische Leitung der Galerie Gerd Rosen. 1951 trat Frankenstein massiv gegen die Remilitarisierung Westdeutschlands ein, worauf er aus verschiedenen Verbänden ausgeschlossen wurde. 1953 siedelte er in die DDR über. Von 1952 bis 1954 war er Meisterschüler bei Heinrich Ehmsen an der Akademie der Künste (Berlin-Ost).
1954 heiratete Wolfgang Frankenstein Margot Schmidt, 1954 und 1959 wurden die Söhne Matthias und Daniel geboren.
1962 erfolgte die Berufung als Professor für Theorie und Praxis in der bildenden Kunst an die Universität Greifswald, von 1968 bis 1983 war er Professor und Leiter des Bereichs Kunsterziehung an der Humboldt-Universität zu Berlin.
Seiner Promotion 1977 folgte 1980 die Habilitation. 1979 wurde er Ehrenpräsident der Association d’Art Plastique in der UNESCO.
Er hatte in der DDR eine bedeutende Zahl von Einzelausstellungen und Ausstellungsbeteiligungen, u. a. 1958/1959, 1967/1968, 1972/1973 und 1977/1978 an der Vierten und VI. Deutschen Kunstausstellung und der VIII. Kunstausstellung der DDR in Dresden. Die Werkausstellung Wolfgang Frankenstein – Bilder aus zwei Perioden im Ausstellungszentrum am Fernsehturm Berlin 1989 war die letzte große Ausstellung Frankensteins in der DDR.
Studienreisen führten ihn unter anderem nach Italien (1953 mit Waldemar Grzimek), Ägypten, Bulgarien, Kolumbien, Frankreich, Chile, Peru, in den Irak und in die Sowjetunion.
Frankenstein musste nach der deutschen Wiedervereinigung den Verlust baugebundener Arbeiten hinnehmen. Sein 1955–1957 entstandenes Wandbild im Speisesaal des Holzwerkes Berlin-Hohenschönhausen wurde 1992 mit dem Abriss des Gebäudes zerstört, obwohl die Möglichkeit bestanden hätte, diesen Bau in die Gestaltung eines neuen Wohngebietes einzubeziehen. Der damalige Stadtbezirksbürgermeister kommentierte die Bildvernichtung: „40 Jahre 'sozialistischer Realismus' sind genug. Ich weine solcher Kunst keine Träne nach.“

## Zitate
„Es gibt Dinge, die man singen kann, aber nicht sagen, es gibt Dinge, die man sagen, aber nicht machen kann, es gibt Dinge, die man nicht singen und auch nicht sagen kann, die man malen muß. Solche Dinge versuche ich zu malen.“ (W. F. 1947)
„Ältere Bilder aus einer Zeit, die wir uns schwer vergegenwärtigen können, brauchen Erläuterungen. Ebenso Neuschöpfungen, die stets – das gehört zum Wesen des Schöpferischen – nicht nur schon Dagewesenes wiederholen, sondern in vieler Beziehung Unerwartetes vorstellen. Der Betrachter kann sie nicht an den bereits vorhandenen messen, obwohl bei näherem Hinsehen viel mehr Traditionelles enthalten ist, als er meint. Er braucht einen Schlüssel, eine Interpretation.“ (W. F. 1972)

## Werke (Auswahl)

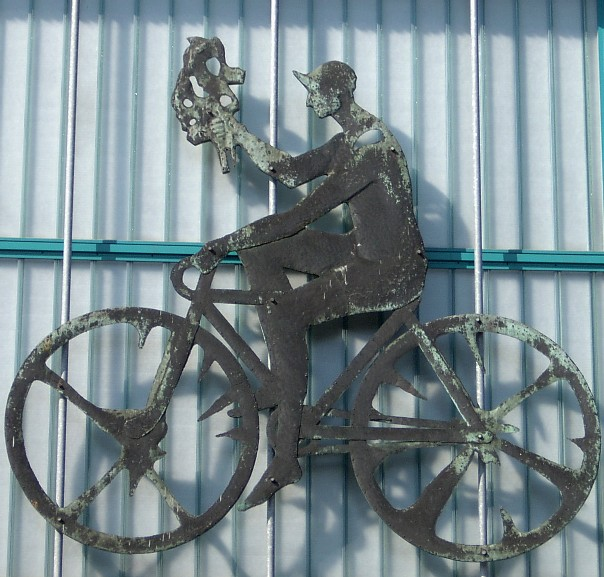
„Sport-Fries“ am Sportforum Hohenschönhausen (Ausschnitt)

### Baugebundene Arbeiten
- 1951–1953: Wandbild am Kulturhaus des Jugendwerkhofes Berlin-Hessenwinkel
- 1955–1957 und 1963 Wandbilder im VEB Holzwerk Berlin-Hohenschönhausen
- 1958: Mosaik im Foyer der Dynamo-Sporthalle (Werkstatt Heinrich Jungebloedt)
- 1963–1966: Wandbild in der LPG Krummensee
- 1965–1966: Mosaikwand im Foyer der Schwimmhalle des Sportforums Hohenschönhausen (ehemals Dynamo-Sportforum)[4]
- 1966: Betonglasfenster in einem Sportinternat in Biesenthal
- 1970: Sport-Fries am Sportforum Hohenschönhausen, Kupfer getrieben, 5 m × 80 m
- 1986: 20 Wandbilder auf Meißner Kacheln im U-Bahnhof Magdalenenstraße mit dem Thema Geschichte der deutschen Arbeiterbewegung
- Wandbild im Konferenzsaal der Zentrale des Ministeriums für Staatssicherheit, heute Forschungs- und Gedenkstätte Normannenstraße

## Werke (Auswahl)
Tafelbilder
- 1947 Invasion der braunen Tiere (Öl auf Leinwand, 41 × 70 cm; Berlinische Galerie)
- 1947 Der Traum (Öl auf Leinwand, 48 × 72 cm; Berlinische Galerie)
- 1947 Zylinderkonstruktion (Öl auf Leinwand, 57 × 48 cm; Berlinische Galerie)
- 1948 Beginn (Öl auf Leinwand, 48 × 57 cm; Berlinische Galerie)
- 1959 Bildnis Ludwig Renn (Öl und Tempera auf Hartfaser)
- 1960: Bildnis Richard Scheibe (Öl auf Leinwand)
- 1966: Porträt Ernst Busch (Mischtechnik)
- 1966–1967: Die Wissenschaftler gegen den Mißbrauch ihrer Forschungen – Appell der Göttinger Achtzehn (Mischtechnik auf Hartfaser)
- 1967: Vietnam-Zyklus (Mischtechnik)
- 1968–1969: Novemberrevolution (Triptychon; Mischtechnik auf Hartfaser)
- 1972: Indianerin (Mischtechnik auf Hartfaser)
- 1976: Platz der Akademie, Berlin (Öl auf Hartfaser)
- 1988: Die Blinden im Gebirge IV (Öl, 70 × 50 cm; Kunstsammlung der Humboldt-Universität)[5]
- 1992: Die Blinden (Öl, 50 × 70 cm; Kunstsammlung der Humboldt-Universität)[5]

Sein Werk umfasst über 800 Arbeiten, von denen sich viele im Besitz öffentlicher deutscher und internationaler Museen und Sammlungen befinden, so der Stiftung Preußischer Kulturbesitz, der Berliner Nationalgalerie, der Sammlung Ludwig, des Kunstmuseums Ahrenshoop und des Slowakischen Nationalmuseums.

## Film
1961 wurde Wolfgang Frankenstein von der Regisseurin Nina Hartung für den 15-minütigen DEFA-Dokumentarfilm Der Auftrag porträtiert. Der Film zeigt Frankenstein bei der Gestaltung eines Wandbilds im VEB Holzbau Berlin-Hohenschönhausen.

## Ehrungen
- 1960: Kunstpreis der DDR für sein Wandbild im VEB Holzbau Berlin-Hohenschönhausen
- 1966: Johannes-R.-Becher-Medaille
- 1968: Vaterländischer Verdienstorden in Bronze
- 1983: Vaterländischer Verdienstorden in Silber
- 1988: Hans-Grundig-Medaille